# Hochschule Luzern
La Hochschule Luzern (letteralmente: Scuola superiore di Lucerna) è un istituto universitario con sede a Lucerna, in Svizzera. Fondato nel 1997, si articola in vari dipartimenti situati a Lucerna, Horw, Risch e Zugo.

## Struttura

### Hochschule Luzern – Technik & Architektur
Nel comune di Horw si trova l'istituto tecnico post-liceale Hochschule Luzern - Technik und Architektur (in sigla HLS), che fa parte della SUP (la Scuola Universitaria Professionale; in tedesco HS, ovvero Hochschule) e, nel settore edile, è ancora conosciuta con il vecchio nome di Technikum (usato anche per definire un po' tutti gli istituti di questo genere).